# 圣彼得罗-阿马伊达
圣彼得罗-阿马伊达（義大利語：San Pietro a Maida）是意大利卡坦扎罗省的一个市镇。总面积16.3平方公里，人口4286人，人口密度262.9人/平方公里（2009年）。ISTAT代码为079114。